# Zagoni (Bratunac)
Pour les articles homonymes, voir Zagoni.
Zagoni (en serbe cyrillique : Загони) est un village de Bosnie-Herzégovine. Il est situé dans la municipalité de Bratunac et dans la république serbe de Bosnie. Selon les premiers résultats du recensement bosnien de 2013, il compte 323 habitants.

## Démographie

### Évolution historique de la population dans la localité
| 1948 | 1953 | 1961 | 1971 | 1981 | 1991 | 2013 |
| ---- | ---- | ---- | ---- | ---- | ---- | ---- |
| -    | -    | 293  | 355  | 488  | 588  | 323  |

|  |